# Balto (film)
Balto è un film d'animazione del 1995 diretto da Simon Wells e prodotto dalla Amblimation, uscito nei cinema statunitensi il 22 dicembre. La trama del film è liberamente ispirata alla storia vera di Balto, un cane da slitta che ha aiutato a salvare i bambini infetti dalla difterite nella Corsa del siero del 1925 a Nome, in Alaska.
Balto è stato il terzo e ultimo film d'animazione prodotto dallo studio Amblimation di Steven Spielberg, con sede nel Regno Unito, prima di fallire e diventare la DreamWorks Animation, che sarebbe stata successivamente acquisita dalla società madre della Universal, NBCUniversal, il 22 agosto 2016.
Nonostante sia stato un grande fiasco finanziario (è stato messo in ombra dal successo di Toy Story della Disney-Pixar), le sue successive vendite sul mercato home-video hanno portato alla realizzazione di due sequel, Balto - Il mistero del lupo (2002) e Balto - Sulle ali dell'avventura (2004), anche se entrambi con doppiatori diversi.

## Trama
New York, 1995. Un'anziana signora porta la nipotina e il suo cane, Blaze, in giro per Central Park. La signora vorrebbe portare la nipotina a visitare un luogo per lei molto caro, ma siccome non riescono a trovarlo la donna decide di fermarsi un secondo a riposare, prima di tornare a cercare. Sedute su una panchina, la nonna inizia a raccontare una storia.
La scena si sposta nel 1925. Balto è un cane lupo, orfano sin da cucciolo, che vive nella città di Nome, in Alaska. A causa delle sue origini, Balto è disprezzato e temuto dalla maggior parte degli umani e dei cani, e per questo motivo vive ai margini della città con il suo migliore amico Boris, un'oca delle nevi russa, e i due orsi polari Muk e Luk. Balto è lacerato da un profondo conflitto interiore, non riuscendo ad accettare di essere per metà lupo e quindi non un vero cane (il che gli viene puntualmente rinfacciato sia dai cani che dagli umani di Nome). Balto ama le corse delle slitte trainate dai cani e, sebbene non possa parteciparvi, vi assiste sempre; ad una di queste conosce una bambina di nome Rosy, che non si spaventa dell'essere Balto un mezzo lupo, e la sua affascinante cagnolina Jenna, di cui si innamora.
Nel gennaio di quell'anno, in seguito allo scoppio di un'epidemia di difterite, molti bambini di Nome, tra cui Rosy, si ammalano. La città invia disperatamente richieste di aiuto alle grandi città vicine perché le inviino l'antitossina per curarli, ma le vie aeree e navali sono momentaneamente bloccate da proibitive condizioni meteorologiche. Si decide quindi di far arrivare l'antitossina alla più vicina città collegata alla rete ferroviaria, Nenana, e da lì recuperarla tramite una slitta trainata da cani. Per selezionare i cani da slitta migliori viene indetta una gara, a cui Balto prende parte clandestinamente e che riesce a vincere, staccando di netto la miglior muta di cani da slitta della città. L'arrogante Steele, considerato il miglior cane da slitta della città, sfruttando i pregiudizi nei confronti di Balto, riesce a mettergli contro la cittadinanza, e così la squadra viene assemblata senza di lui.
Steele e i suoi compagni riescono a raggiungere la città di Nenana e a prendere così il prezioso carico, ma sulla via del ritorno, a causa di una tormenta, si perdono. Balto lo scopre e, insieme a Boris, Muk e Luk, decide di partire alla ricerca dei dispersi; per evitare di perdersi a sua volta nella foresta, marca la strada percorsa graffiando le cortecce degli alberi. Lungo il cammino, i quattro vengono attaccati da una feroce orso grizzly. Balto, con l'aiuto di Jenna che era andata a cercarlo, riesce ad abbattere l'orso grizzly, che cade nel lago ghiacciato. Tratto in salvo da Muk e Luk che, vincendo la paura dell'acqua, lo ripescano dal lago, Balto decide di proseguire da solo, incaricando i suoi amici di riportare a casa Jenna: la cagnolina era infatti rimasta ferita nello scontro, e lascia la propria bandana rossa in pegno a Balto. Boris, che Balto manda a scortare gli amici, commenta: "ti voglio dire una cosa Balto: un cane non può fare questo viaggio da solo, ma forse un lupo sì".
Proseguendo in una tormenta, il cane lupo riesce a trovare la slitta con l'antitossina. La situazione è critica: la squadra è precipitata in un crepaccio e il conducente si è ferito nella caduta, hanno perso l'orientamento e si trovano nel bel mezzo di una tormenta. Un implacabile ed orgoglioso Steele attacca Balto non appena questi si offre di far loro da guida per il ritorno, inimicandosi però in questo modo il resto della squadra. Quando Steele, nel tentativo di aggredire Balto, precipita in un dirupo, la squadra accetta Balto come nuovo caposquadra e, sistemato il conducente sulla slitta, il gruppo riparte verso Nome.
Tuttavia Steele, sopravvissuto, pur di impedire di darla vinta a Balto, confonde i segni lasciati da quest'ultimo sugli alberi per farlo smarrire. Balto e la squadra quindi, smarritisi, cadono a loro volta in un dirupo, insieme alla medicina. Separato dai compagni, Balto esperisce l'epifania del fantasma di un lupo bianco e, incoraggiato dai suoi ululati, ricorda la frase di Boris: accettando finalmente la sua natura, ritrova nella sua eredità di lupo la forza per continuare il viaggio e superare i pericoli che ancora lo separano da Nome. Riesce a uscire dal crepaccio assieme alla medicina e a riunirsi ai compagni, procedendo velocemente.
Intanto, a Nome, la situazione è disperata: Jenna, Boris, Muk e Luk sono tornati, ma molti cittadini stanno perdendo le speranze. La cagnolina racconta agli altri cani di Balto, ma proprio in quel momento giunge Steele che, mentendo spudoratamente, accusa il cane lupo di aver tentato di prendersi la gloria della missione e di aver causato, per questo, la morte propria e del resto della squadra. Le sue parole ingannano tutti i cani presenti tranne Jenna, che intuisce la verità quando Steele le dice, mentendo nuovamente, che Balto gli ha fatto promettere di prendersi cura di lei. Mentre Steele racconta le mirabolanti imprese compiute nel viaggio di ritorno, Jenna, usando un trucco che Balto le aveva mostrato, posiziona bottiglie di vetro colorato rotte alla periferia della cittadina e punta su di esse una lanterna per simulare le luci di un'aurora boreale, sperando che possa aiutare a guidare Balto a casa. Poi la cagnolina va da Rosy, nella speranza di darle la forza di resistere fino a che Balto e i suoi compagni non ritornano a Nome. Al ritorno della spedizione con Balto in testa, la falsità e la meschinità di Steele vengono scoperte e lui è abbandonato dagli altri cani. I bambini di Nome guariscono, Rosy compresa, la quale ringrazia Balto per averla salvata.
Di nuovo nel 1995, l'anziana e la bambina raggiungono ciò che stavano cercando: la statua in onore di Balto e di tutti i cani che, 70 anni prima, salvarono la città di Nome dalla difterite.
(Scritta alla base della statua di Central Park)
La donna, che in realtà è Rosy, ripete la stessa frase "Grazie, Balto. Sarei stata persa senza il tuo aiuto". Poi Rosy si allontana per raggiungere sua nipote e il cagnolino Blaze.

## Personaggi
- Balto: il protagonista del film, è un cane-lupo generoso, coraggioso, gentile, altruista e sempre pronto a lottare per ciò che ritiene giusto. Ma non ha stima di sé stesso poiché non accetta il fatto di essere metà lupo da parte della sua defunta madre; è un emarginato, disprezzato da tutti gli abitanti della città tranne dai suoi amici Boris, Muk e Luk e da Jenna, della quale è innamorato e ricambiato. Ha il pelo brizzolato e gli occhi gialli, con le pupille marroni. Salverà, oltre che la stessa Rosy, anche tutti i bambini di Nome, mettendo a repentaglio la sua stessa vita a causa delle cattive condizioni meteorologiche e dei pericoli incontrati lungo il viaggio.
- Boris: è un'oca delle nevi russa molto testarda, burbera e scorbutica ma dal cuore d'oro che fa da custode, mentore, padre adottivo e aiutante di Balto, che ha cresciuto fin da cucciolo. Gli orsi polari Muk e Luk lo chiamano Zio Boris e gli vogliono bene forse anche di più di quanto gliene voglia Balto, ma purtroppo la loro maldestrezza è poco digerita dall'oca, che però si prende cura anche di loro. È convinto che Balto non dovrebbe sentirsi sbagliato solo perché è metà lupo, confortandolo ogni volta che si demoralizza per questo. Anzi, in merito commenta: "che c'è di male ad essere mezzo e mezzo, dico io? A volte, desidero da pazzi essere metà aquila: un profilo migliore, per iniziare, e nessuno ti mangia, per finire".
- Jenna: la protagonista femminile del film, una husky di pura razza: graziosa, affascinante, gentile, determinata e coraggiosa. Vuole molto bene alla sua dolce padroncina Rosy e disprezza profondamente Steele, che cerca in tutti i modi di sedurla. Si innamora fin dall'inizio di Balto. Ha il pelo rosso e bianco, con sé porta sempre una bandana arancione attorno al collo che dona a Balto durante il viaggio prima di tornare a Nome con Boris, Luck e Muk. Diversamente dagli altri cani che vanno dietro a Steele perdendo la testa per lui non è stupida, anzi è molto intuitiva e questo le permette di capire immediatamente le menzogne di Steele, cercando invano di far aprire gli occhi anche agli altri.
- Muk e Luk: sono due orsi polari molto goffi, anche se simpatici e sensibili, nipoti adottivi di Boris e cugini adottivi di Balto. Entrambi, come Balto, sono stati cresciuti da Boris, a cui vogliono molto bene e che chiamano affettuosamente Zio Boris, anche se la loro forza, decisamente eccessiva per un'oca come Boris, causa molti guai a quest'ultimo, che però vuole chiaramente bene loro come a dei figli. Hanno paura dell'acqua e, per questo vengono, emarginati dagli altri orsi. Ma quando Balto rischia la vita, dopo aver affogato l'orso grizzly nel lago ghiacciato, non esitano a dimenticare la loro paura per l'acqua e a tuffarsi, salvando l'amico e rendendosi conto, una volta usciti dal lago con Balto sano e salvo, che stavano nuotando. Muk è il più piccolo dei due e l'unico che sappia parlare in maniera comprensibile agli altri personaggi. Luk è più grosso, grasso e ingenuo tra i due e si esprime solo attraverso mugolii che apparentemente, solo Muk capisce perfettamente.
- Rosy: narratrice del film (mostrata come una donna anziana che vive a New York), nonché la padroncina di Jenna. È una bambina molto dolce, sensibile, gentile e vivace. Vuole molto bene a Jenna e adora le corse con le slitte. È l'unica umana a non temere Balto, e per questo sarà gentile con lui.
- Steele: l'antagonista principale del film. È un Alaskan malamute bianco e nero considerato il miglior cane da slitta della città. Sotto la sua immagine di campione, tuttavia, Steele è un essere vanaglorioso, competitivo, feroce, arrogante e prepotente. È fortemente attratto da Jenna, che vede come una "preda" da conquistare, e per questo cerca sempre di mettersi in mostra di fronte a lei, ma questa è l'unica a Nome a vedere chi Steele sia in realtà. Scelto come caposquadra per la missione, a ritorno da Nenana a Nome, quando la muta si perde nella bufera, rifiuta di ammettere di essersi perso fino a che non è troppo tardi, e quando il gruppo viene raggiunto da Balto, ne rifiuta l'aiuto e, quando quest'ultimo insiste a riportarli a casa, addirittura lo attacca finendo, quindi in fondo ad un dirupo, perdendo nel frattempo il rispetto dei compagni che scelgono Balto come nuovo caposquadra. Ma Steele, a quel punto, rivela tutta la sua meschinità d'animo: pur di impedire al rivale di diventare il nuovo eroe di Nome, cerca di impedirne il ritorno a casa e mettendo in pericolo di vita la sua stessa squadra, il suo padrone e persino i bambini malati. Quando poi fa ritorno a Nome, racconta una fantomatica storia in cui afferma di aver tragicamente fallito la missione a causa dell'intervento di Balto, e solo Jenna non gli crede. Quando poi Balto ritorna con la squadra, gli altri cani, adirati per essere stati presi in giro, lo abbandonano con la sua coscienza sporca, e così Steele diventa un emarginato, proprio come Balto all'inizio del film. Originariamente il finale di Steele doveva essere più tragico, ma fu scartato in quanto troppo cupo per un film per famiglie: dopo aver assistito al ritorno a Nome del rivale, Steele prova a intimidirlo un'ultima volta, ma questa volta il è Balto a poter contare sul supporto del resto dei cani di Nome, che come riconoscenza per il suo coraggio, gli offrono il collare d'oro vinto da Steele all'inizio del film. Quando a quel punto Steele rifiuta di cedere l'unica cosa che ormai gli sia rimasta, gli altri cani si preparano a prendergliela con la forza, ma Balto, avendo pietà del rivale, li ferma e gli lascia il collare, aggiungendo di non volere che Steele sia scambiato per un randagio. Quest'ultima dimostrazione di superiorità da parte del rivale, tuttavia, spinge Steele oltre il limite e ad attaccare Balto un'ultima volta, ma come sul bordo del dirupo, quest'ultimo rifiuta di combattere. Quando poi, però, Steele lo atterra e questi, per difendersi, lo spinge via, Steele resta impigliato per il collare alla leva di un deposito minerario: non accorgendosene, Steele carica ancora una volta, ma così facendo aziona la leva, facendo aprire il deposito sotto le zampe del cane e a far crollare su di lui un carico di rocce che lo uccidono sotto gli occhi inorriditi degli altri cani.
- Nikki, Kaltag e Star: gli antagonisti secondari (poi antieroi) del film. Sono i lacchè di Steele e, assieme a lui, compongono la più veloce muta di cani da slitta di Nome. Solitamente ricoprono di elogi il loro capo e dicono di ammirarlo, ma, in realtà, lo disprezzano e lo temono (si noti come una volta lo chiamano "figlio di..." con un doppio senso sull'originale "bitch"). Come tutti i cani, a parte Jenna, prendono in giro Balto, ma quando questi viene in loro soccorso e li riporta a Nome con l'antitossina, gli mostrano vera ammirazione e rispetto.
  - Nikki: è un Chow chow marrone. Sarcastico, narcisista ed eccentrico, solitamente occupa la terza posizione nella muta. Nel doppiaggio originale parla con un marcato accento newyorkese.
  - Kaltag: è un Husky siberiano dal pelo beige. Ha un modo di fare vagamente aristocratico ed è logorroico e arrogante; odia essere interrotto quando parla e tende a esagerare con gli aggettivi quando sta descrivendo qualcosa che gli sta particolarmente a cuore.
  - Star: è un piccolo Husky siberiano dal pelo grigio. È il più timido e tranquillo tra gli "amici" di Steele; fa spesso commenti troppo esuberanti ed interrompe Kaltag, che quindi lo malmena; ma tra questi è anche il più coscienzioso ed onesto, nonché il primo a nutrire fiducia in Balto e a schierarsi dalla sua parte quando la squadra si perde e Balto vuole trasportare la medicina.
- L'orso grizzly: l'antagonista terziario del film. È un gigantesco, pericoloso e feroce orso grizzly tutto nero con gli occhi gialli, che vive nella foresta. Attacca senza motivo Balto e i suoi amici (probabilmente perché loro si trovavano nel suo territorio). Durante la lotta, si incammina su un lago ghiacciato, dove trova la morte per annegamento. Infatti, il ghiaccio si frantuma a causa della sua stazza.
- I cani di Nome: sono i cani della città di Nome. Per la maggior parte si tratta di cani da slitta.
  - Dixie: una Pomerania dal pelo violaceo superficiale e vanitosa, amica di Jenna. È innamorata di Steele perché è il cane più in vista della città. Tuttavia, quando Balto ritorna con l'antitossina, lei capisce che Steele ha mentito e non si fa problemi ad insultarlo, a prenderlo a sberle e, quindi, ad abbandonarlo.
  - Doc: un anziano San Bernardo che appartiene al medico della città. È tenuto in considerazione dagli altri cani.
  - Morse: il Bulldog dell'operatore dell'ufficio del telegrafo. È obeso e goffo, non parla mai e sembra aver sviluppato una serie di tic derivati dall'ascolto continuo del suono ritmato del telegrafo.
  - Sylvie: un Levriero afgano dal pelo marrone, amica di Jenna. È pettegola e ficcanaso e odia Balto come tanti, anche se velatamente è infastidita dai tentativi esibizionisti di Dixie di farsi notare da Steele.

## Distribuzione

### Date di uscita internazionali
| Paese       | Titolo                               | Data                         |
| ----------- | ------------------------------------ | ---------------------------- |
| Stati Uniti | Balto                                | 22 dicembre 1995             |
| Canada      | Balto                                | 22 dicembre 1995             |
| Spagna      | Balto. La leyenda del perro esquimal | 16 gennaio 1996              |
| Regno Unito | Balto                                | 29 marzo 1996                |
| Irlanda     | Balto                                | 29 marzo 1996                |
| Italia      | Balto                                | 20 giugno 1996               |
| Australia   | Balto                                | 27 giugno 1996               |
| Francia     | Balto                                | 10 luglio 1996               |
| Giappone    | バルト?, Baruto                      | 10 agosto 1996               |
| Ungheria    | Balto                                | 22 ottobre 1996              |
| Brasile     | Balto                                | 17 gennaio 1997              |
| Turchia     | Balto                                | 24 gennaio 1997              |
| Svezia      | Balto                                | 4 febbraio 1997              |
| Germania    | Balto                                | 24 aprile 1997               |
| Argentina   | Balto                                | 7 luglio 1998                |
| Islanda     | Balto                                | 14 luglio 1998               |
| Francia     | Balto                                | 5 febbraio 2003 (riedizione) |
| Grecia      | Μπάλτο                               | 26 agosto 2003               |
| Russia      | Балто                                | 13 novembre 2003             |
| Messico     | Balto                                | 4 luglio 2017                |

## Sequel
Al film seguirono Balto - Il mistero del lupo e  Balto - Sulle ali dell'avventura, i quali raccontano il resto della storia del protagonista.

## Accoglienza
Il film è uscito nelle sale degli Stati Uniti il 22 dicembre 1995 e poi nelle sale internazionali il 13 gennaio 1996, quando è stato presentato la prima volta in Brasile. La sua uscita è stata di gran lunga oscurata da quella dal film della Pixar Toy Story, che aveva debuttato un mese prima.

### Incassi
Il film si è classificato 15° nel suo weekend di apertura e ha guadagnato 1,5 milioni di dollari da un totale di 1.427 sale. Il film si è anche classificato al settimo posto tra i film con classificazione G nel 1995. Il suo incasso totale nazionale è stato di $ 11.348.324. Nonostante sia stata la più grande delusione al botteghino dell'anno, ha avuto molto più successo in termini di vendite di video. Queste forti vendite di video hanno portato all'uscita di due sequel direct-to-video, Balto - Il mistero del lupo e Balto - Sulle ali dell'avventura, sebbene nessuno dei due sequel abbia ricevuto un'accoglienza così forte come il film originale.

### Critica
Sul sito web aggregatore di recensioni Rotten Tomatoes, il film ha un punteggio di approvazione del 54% basato su 24 recensioni, con una valutazione media di 5,90/10. Il consenso critico del sito web recita: "Balto è un'avventura ben intenzionata con un'animazione vivace, ma il sentimentalismo sdolcinato e la caratterizzazione blanda lo tengono lontano da una tariffa familiare più sofisticata". Il critico cinematografico Roger Ebert ha dato al film una recensione positiva, descrivendo il film come "un film per bambini, raccontato con semplicità, molto eccitante e con personaggi di cui t'importa" e dicendo che, sebbene non si potesse paragonare ai prodotti Disney coevi, lo trovava soddisfacente come film a sé.

## Riconoscimenti
- 1995 - Kansas City Film Critics Circle Award
  - Miglior film d'animazione (ex aequo con Toy Story)
- 1996 - Young Artist Award
  - Candidatura per il miglior film commedia o musicale
- 1996 - Annie Award
  - Candidatura per il miglior film d'animazione
  - Candidatura per il miglior produttore in un film d'animazione a Steve Hickner
  - Candidatura per la migliore scenografia in un film d'animazione
  - Candidatura per i migliori storyboard in un film d'animazione

## Colonna sonora
La colonna sonora è stata composta da James Horner.

### Tracce
Nella versione originale uscita negli USA, il CD contiene le seguenti tracce:
Musiche di James Horner.
1. Reach For The Light (Sigla di Balto) – 4:24 (musica: Steve Winwood)
2. Main Title/Balto's Story Unfolds – 4:40
3. The Dogsled Race – 1:41
4. Rosy Goes To The Doctor – 4:05
5. Boris & Balto – 1:29
6. The Journey Begins – 5:06
7. Grizzly Bear – 5:23
8. Jenna/Telegraphing The News – 2:22
9. Steele's Treachery – 4:38
10. The Epidemic's Toll – 3:29
11. Heritage Of The Wolf – 5:54
12. Balto Brings The Medicine! – 4:53
13. Reach For The Light (Sigla di Balto (Versione completa)) – 5:27 (musica: Steve Winwood)

Durata totale: 53:31

## Home video
In Italia, il film è stato distribuito in VHS dalla CIC Video il 6 dicembre 1996.